# Pierre-Simon de Dreux-Brézé
Pierre-Simon de Dreux-Brézé (Brézé, 2 giugno 1811 – Moulins, 5 gennaio 1893) è stato un vescovo cattolico francese.

## Biografia
Era figlio del marchese Henri-Evrard, gran maestro di cerimonie di Francia sotto il regno di Luigi XVI, e di sua moglie Adélaïde Philippine de Custine. Compì gli studi ecclesiastici nel seminario di San Sulpizio e fu ordinato prete nel 1835.
Fervente ultramontanista, fu canonico cattedrale di Parigi e vicario generale dell'arcivescovo Hyacinthe-Louis de Quélen.
Il 6 novembre 1849 fu scelto come vescovo di Moulins da Louis-Napoléon Bonaparte, presidente della Repubblica francese, e fu preconizzato da papa Pio IX il 7 gennaio 1850.
Ricevette la consacrazione episcopale nella cattedrale di Notre-Dame il 14 aprile successivo da Marie-Dominique-Auguste Sibour, arcivescovo di Parigi, assistito da Thomas-Marie-Joseph Gousset, arcivescovo di Reims, e da Louis-Marie-Edmont Blanquart de Bailleul, arcivescovo di Rouen.
Sotto l'impero di Napoleone III il consiglio di Stato lo perseguì una prima volta nel 1857, per aver rimosso parroci e aver creato nuove parrocchie senza l'autorizzazione del governo, e una seconda volta nel 1865, per aver ordinato nella sua diocesi la lettura dell'encicliclica Quanta cura e del Sillabo.
Tra il 1881 e il 1887, sotto la Terza Repubblica, affrontò un processo per impedire l'espropriazione dei beni appartenenti al seminario maggiore della sua diocesi.
A Moulins portò a compimento i lavori d'ampliamento della cattedrale neogotica di Notre-Dame-de-l'Annonciation.
Sostenitore del movimento liturgico avviato da dom Prosper Guéranger, impose il rito romano nella sua diocesi e promosse il canto gregoriano. Il suo vicario generale Adrien de Conny pubblicò nel 1854 un Petit cérémonial romain rédigé d'après les sources authentiques.
Prese parte al Concilio Vaticano I.

## Genealogia episcopale
La genealogia episcopale è:
- Cardinale Guillaume d'Estouteville, O.S.B.Clun.
- Papa Sisto IV
- Papa Giulio II
- Cardinale Raffaele Sansone Riario
- Papa Leone X
- Papa Paolo III
- Cardinale Francesco Pisani
- Cardinale Alfonso Gesualdo di Conza
- Papa Clemente VIII
- Cardinale Pietro Aldobrandini
- Cardinale Laudivio Zacchia
- Cardinale Antonio Barberini, O.F.M.Cap.
- Cardinale Nicolò Guidi di Bagno
- Arcivescovo François de Harlay de Champvallon
- Cardinale Louis-Antoine de Noailles
- Vescovo Jean-François Salgues de Valderies de Lescure
- Arcivescovo Louis-Jacques Chapt de Rastignac
- Arcivescovo Christophe de Beaumont du Repaire
- Cardinale César-Guillaume de la Luzerne
- Arcivescovo Gabriel Cortois de Pressigny
- Arcivescovo Hyacinthe-Louis de Quélen
- Cardinale Joseph Bernet
- Arcivescovo Marie Dominique Auguste Sibour
- Vescovo Pierre-Simon de Dreux-Brézé